# سان (بازیکن فوتبال اسپانیایی)
سان (انگلیسی: Son؛ زادهٔ ۳۰ مارس ۱۹۹۴) بازیکن فوتبال اهل اسپانیا است.